# ديفيد إل. ريتش
ديفيد إل. ريتش (بالإنجليزية: David L. Reich)‏ هو طبيب تخدير أمريكي، ولد في 1960.